# Loan Tể

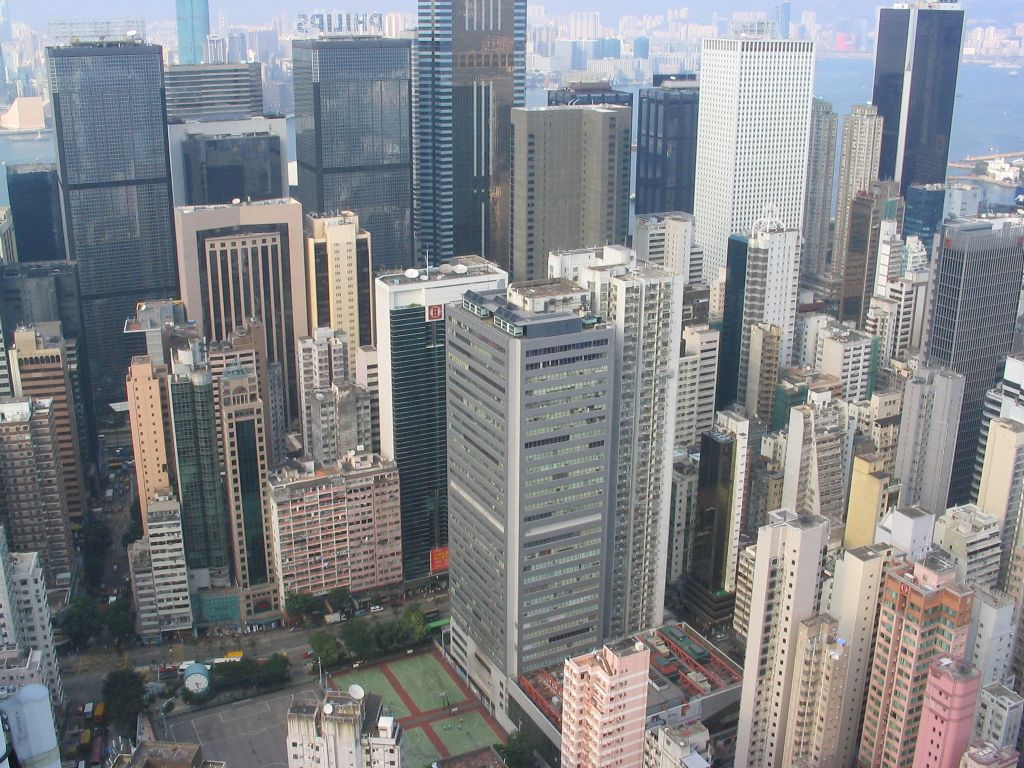
Các tòa nhà cao tầng ở quận Loan Tử

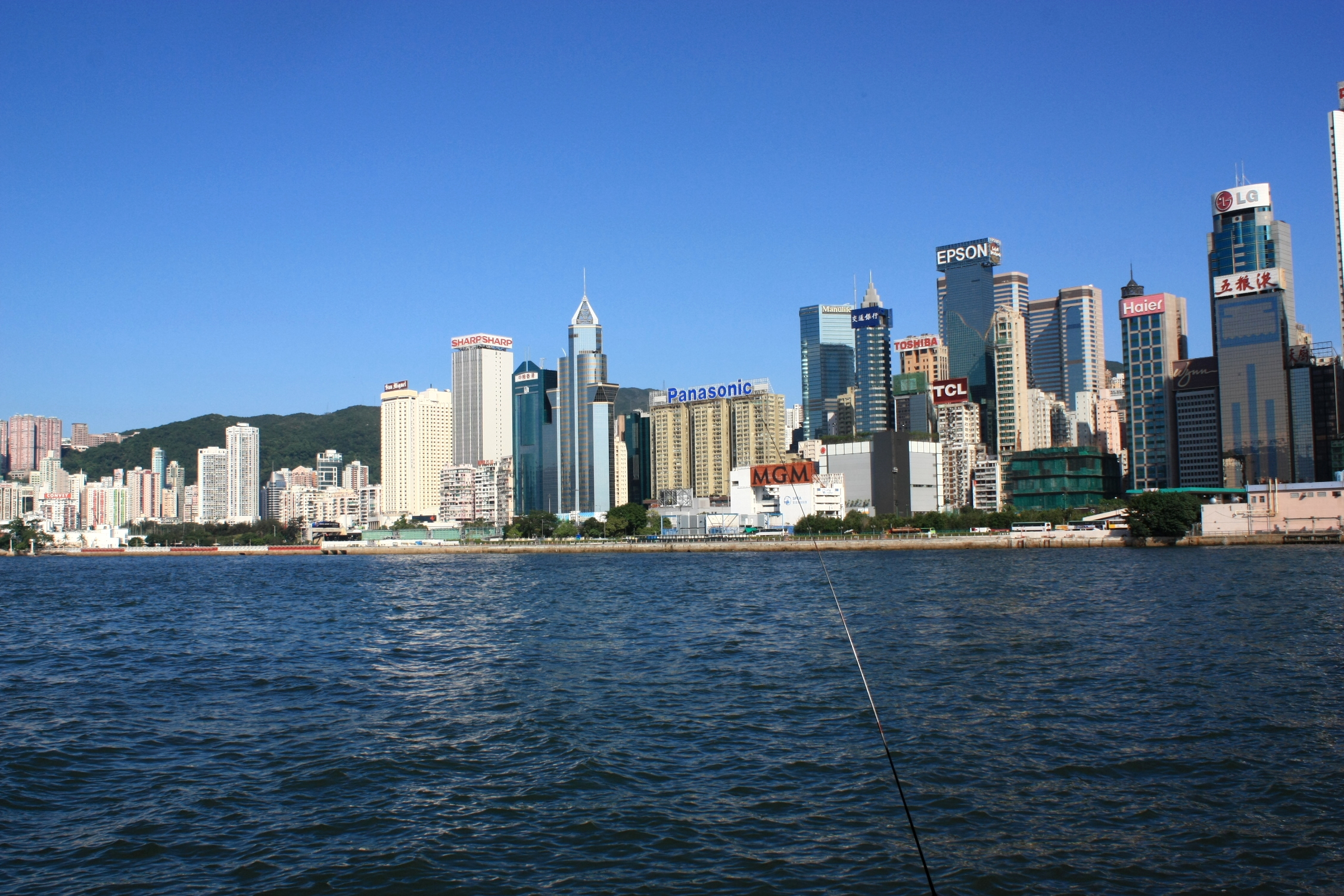
Tầm nhìn trong ảnh là bảng hiệu quảng cáo treo trên tầng cao nhất của tòa nhà thương mại dọc theo đường Gloucester từ Loan Tử đến Vịnh Causeway. Chúng đều là những thương hiệu nổi tiếng của các sản phẩm điện tử.

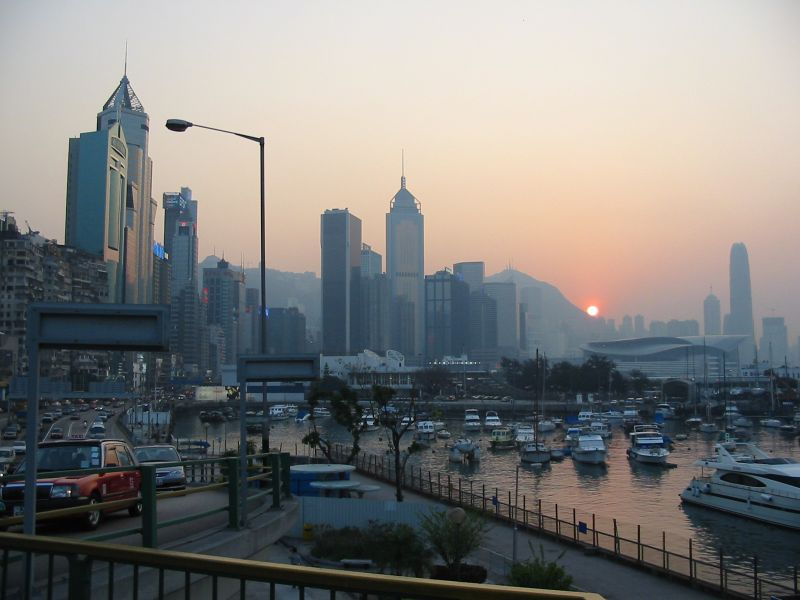
Khung cảnh hoàng hôn ở quận Loan Tử

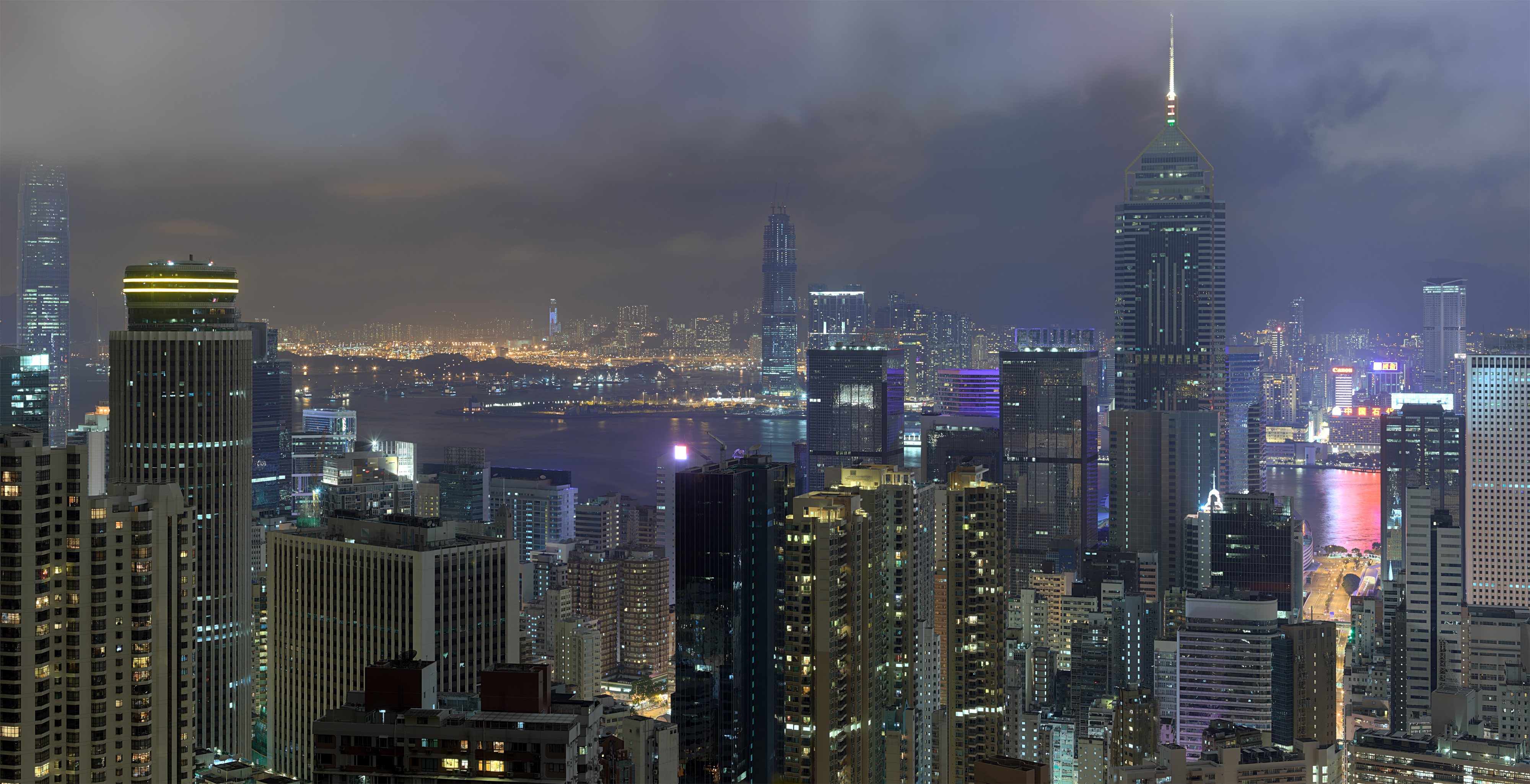
Phong cảnh ban đêm ở Loan Tử

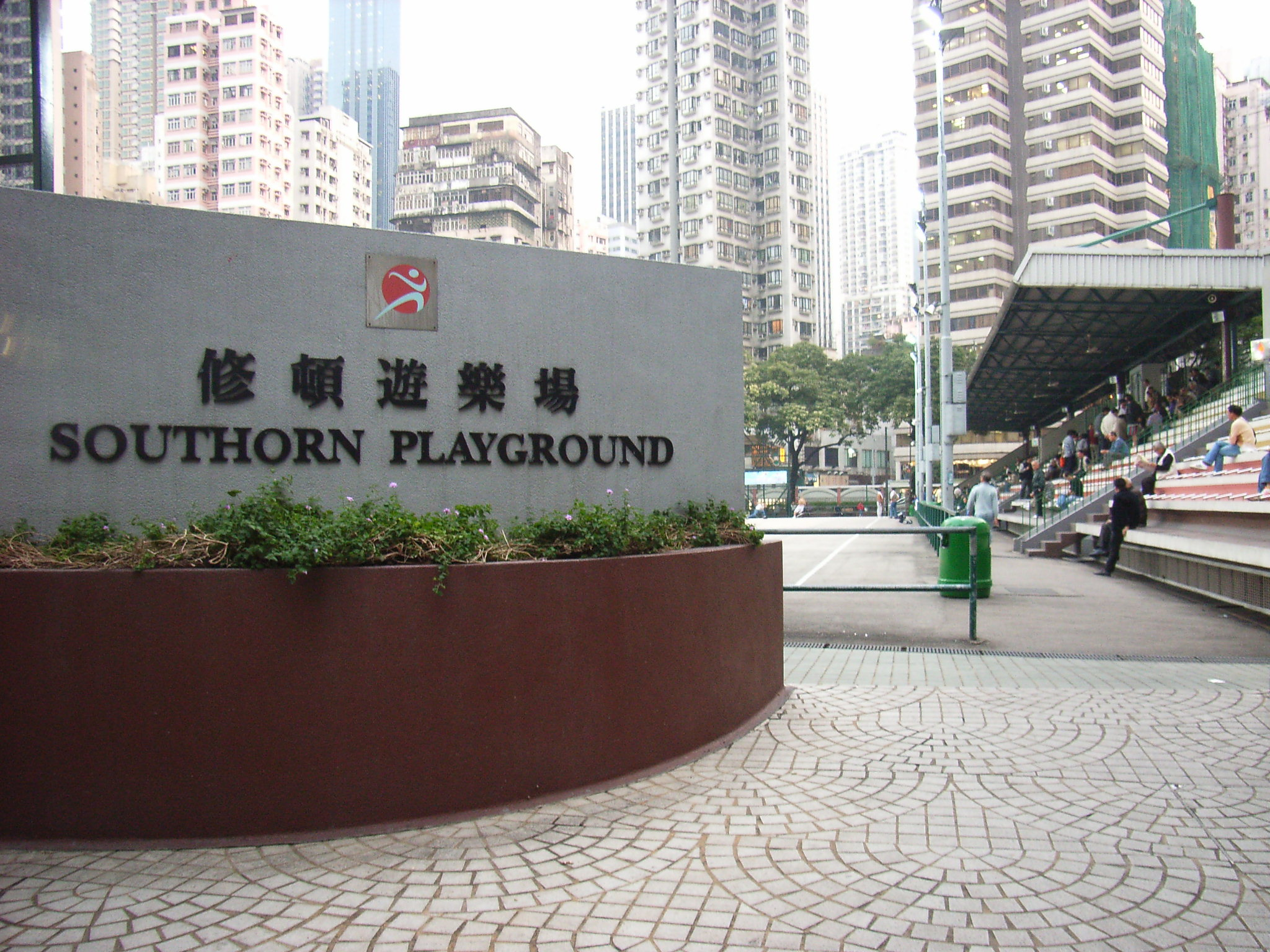
Sân chơi Southorn

Quận Loan Tể (tiếng Anh: Wan Chai District）là một trong 18 quận của Hồng Kông, nằm ở phía bắc của Đảo Hồng Kông. Đây là khu vực có thu nhập bình quân đầu người cao nhất trong số 18 quận của Hồng Kông và trình độ học vấn cao nhất ở Hồng Kông. 46,2% dân số có bằng đại học. Đồng thời, đây cũng là nơi có dân số thấp thứ hai trong số 18 quận ở Hồng Kông. Dân số vào giữa năm 2016 là 180.123 người.
Loan Tể là quận có dân trí và thu nhập cao thứ hai, ít dân thứ hai và có kết cấu cư dân già thứ ba tại Hồng Kông. Đây cũng là quận duy nhất không có bất kỳ bất động sản công nào. Cư dân trong quận khá thịnh vượng và ước tính một phần năm trong số họ có tài sản trên 1 triệu đô la Hồng Kông.
Ngày nay, quận Loan Tể có lúc được coi là "trung tâm của thành phố" và là hình ảnh thu nhỏ của Hồng Kông, quận là một trung tâm nghệ thuật với các buổi triển lãm và hội nghị phức hợp, những căn hộ sang trọng, những khách sạn năm sao và trên năm sao, các phố mua sắm, các siêu cao ốc cùng nhiều địa điểm giải trí khác. Nhà thờ Hồi giáo lớn nhất tại Hồng Kông nằm tại quận Loan Tể.

## Địa lý
Loan Tể phía động giáp với quận Đông (Hồng Kông)，phía nam giáp quận Nam (Hồng Kông)，phía tây đến quận Trung Tây và vùng biển phía bắc là cảng Victoria.
Quận Loan Tể bao gồm 13 tiểu khu hành chính, bao gồm khu dân cư Jardine's Lookout (渣甸山), khu Đại Khanh (大坑), Thiên Hậu (天后), Duy Viên (維園), Đồng La Loan (銅鑼灣), đường Broadwood (樂活道), khu dân cư thu nhập cao Happy Valley (跑馬地), Bowrington (鵝頸), đường Ái Quần (愛群道), đường Hennessy (軒尼詩道), Southorn, Đại Phật Khẩu và đường Tư Đồ Bạt (司徒拔道, Stubbs Road).
Theo các tài liệu của chính phủ, có 4 địa phận thuộc quận Loan Tể gồm Đồng La Loan, Vịnh Causeway (Vịnh Đồng La), Đại Khanh, Happy Valley.
Điẻm cần lưu ý là phía đông của Vịnh Causeway (Vịnh Đồng La) bao gồm (về phía đông của Đường hầm xuyên cảng, Công viên Victoria, Ga MTR Thiên Hậu) và các khu vực bầu cử khác của Công viên Victoria, đầu phía đông của khu Đại Khanh, thôn Lệ Đức (勵德邨) và toà nhà chọc trời Thượng Lâm (上林) ban đầu thuộc địa phận quận Đông (Hồng Kông). Tuy nhiên, Sắc lệnh sửa đổi Pháp lệnh của Hội đồng quận năm 2013 đã được Hội đồng lập pháp thông qua vào ngày 22 tháng 1 năm 2014, hai khu vực bầu cử là "Victoria" và "Thiên Hậu" ở quận Đông sẽ được chia lại cho Hội đồng quận Loan Tể trong cuộc bầu cử Hội đồng quận năm 2016, theo hướng về phía đông của Đường hầm xuyên cảng, Công viên Victoria, trạm MTR Thiên Hậu, dinh thự nổi tiếng Kiều Hưng Đại Hạ (僑興大廈) trên đường Miếu Thiên Hậu (天后廟) cũng như thôn Lệ Đức và toà cao ốc Thượng Lâm ở khu Đại Khanh được phân vùng vào quận Loan Tể.

## Lịch sử

### Phân định ranh giới quận
Do chính phủ Hồng Kông bãi bỏ hệ thống bổ nhiệm trong cuộc bầu cử Hội đồng quận 2015, số lượng ủy viên hội đồng ở quận Loan Tể giảm từ 13 xuống còn 11. Trên thực tế, dân số của quận Loan Tể chỉ còn 150.000. Quận Trung Tây là quận nhỏ thứ ba ở Hồng Kông có hơn một nửa dân số 250.000 người và quận Đông là 1/4，khấu trừ giảm số người nắm ghế nghị viên trong hội đồng quận, giảm xuống còn 9 người.
Chính quyền cũng đề nghị Loan Tể hợp nhất hai quận trong Vịnh Causeway và thậm chí bốn quận và đổi tên thành Quận Đồng Loan để tránh quận Loan Tể bị hủy do dân số ít. Bối cảnh ban đầu về ranh giới quận của khu vực bầu cử hội đồng quận đầu tiên ở Hồng Kông là tính đến dân số và các cơ sở giải trí của người dân. Do con số quá nhỏ để đối phó với hoạt động bình thường của Hội đồng quận và lãng phí tài nguyên của chính phủ, nên cần phải trích xuất một số quận gần Loan Tể ở quận phía đông dân cư để tái hòa nhập để duy trì hoạt động bình thường của quận Loan Tể.
Một đề nghị khác là sáp nhập Loan Tể và quận Trung Tây nhưng dân số của Trung Tây gần bằng một phần tư đảo Hồng Kông, và dân số đã đạt đến mức hợp lý.
Do đó, nhiều ý kiến ủng hộ việc sáp nhập Vịnh Causeway ở Loan Tể và Vịnh Causeway ở Quận Đông (ba quận) và North Point (bảy quận), đưa dân số trở lại 300.000, nhiều hơn một chút so với quận Trung Tây và các quận phía nam, và đưa dân số trở lại mức một phần tư của đảo Hồng Kông. Ngoài ra, khu vực Loan Tể và Vịnh Causeway giống nhau hơn về mặt địa lý so với các quận phía Tây và Trung Tây. Sau khi sáp nhập, dân số của quận phía Đông đã giảm xuống còn 430.000, tức là hơn 1/3 đảo Hồng Kông.
Dân số ở quận phía Nam đã tăng lên nhanh chóng. Dân cư là Hoa kiều và họ hàng của họ ở Trung Quốc đại lục đã chuyển đến quận Trung Tây và quận đông. Cùng với các khu nhà ở cũ kỹ ở Loan Tể, người dân chuyển đến các khu nhà ở mới ở các quận bên ngoài và dần trở thành khu vực nhỏ nhất ở Hồng Kông. Vào những năm 1990, chính phủ Hồng Kông thuộc Anh đã cố gắng xác định lại ranh giới của Quận Đông và Quận Loan Tể.
Loan Tể và Vịnh Causeway nằm ở phía đông của Thành Victoria ban đầu. Biên giới của Thành Victoria ban đầu là ở Đồi Fortress. Vai trò của Đồi Fortress là bảo vệ Thành Victoria. Mở rộng ra Vịnh Quarry, khái niệm Thành Victoria đã biến mất vào cuối triều đại nhà Thanh, thay vào đó là các khái niệm về Quận Loan Tể và Quận Đông, Quận Loan Tể bao gồm đô thị Loan Tể và Quận Đông bao gồm Happy Valley, Vịnh Causeway, khu đô thị hỗn hợp North Point (bao gồm Vịnh Quarry).

## Giải trí và mua sắm
Nhiều quán bar và dải khớp trong khu đèn đỏ của Wan Chai rất nổi tiếng với khách du lịch và các thủy thủ Mỹ đến thăm. Trong Fenwick Pier này tổ chức McDonald's duy nhất phục vụ rượu ở Hồng Kông cho đến năm 2004; thay thế nó là một nhà hàng trên thị trường.
Johnston Road và Queen's Road East là hai đường phố chính trong khu vực. Các cửa hàng quần áo xuất khẩu chủ yếu nằm trên các đường Johnston và Luard. Queen's Road East có nhiều cửa hàng bán đồ nội thất bằng gỗ theo phong cách Trung Quốc.
Spring Garden Lane và Tai Wo Street có các quầy hàng bán rau, trái cây và đồ gia dụng. Tai Yuen Street chuyên về đồ chơi trong các quầy hàng và cửa hàng.
Đường Lee Tung vào những năm 2010 được chuyển đổi thành khu Đại lộ Lee Tung gồm các căn hộ dân cư sang trọng, khu mua sắm, nhà hàng và quán bar.